# Pinkoi
Pinkoi是一個販售設計商品的電商平台，由顏君庭、李讓、林怡君創立於2011年，總部位於台灣，開設網路商店採審核制，以買賣亞洲具有原創性的設計商品為主要特色。收費模式為免費上架商品，商品售出後，平台抽15%+NT$15服務費，再加上服務費的5%營業稅。
2015年Pinkoi獲得紅杉資本、GMO VenturePartners共同注資900萬美金，並發佈英文網站，目前網站共支援繁體中文、簡體中文、英文、日文和泰文
。
2016年3月Pinkoi收購日本手作職人電商平台iichi，成為iichi第一大股東，iichi其他股東為博報堂和博報堂DY媒體合作夥伴（株式会社博報堂ＤＹメディアパートナーズ）。截至2017年4月為止，會員總數已超過150萬，在線設計商品約77萬件，已賣出商品逾340萬件。除了台灣之外，日本、香港、泰國、中國大陆等地都有團隊。

## 外部連結
- Pinkoi | 亞洲領先設計購物網站 | Design the way you are （页面存档备份，存于）
- Pinkoi 設計誌 （页面存档备份，存于）
- Pinkoi 所有商品分類 （页面存档备份，存于）
- 關於 Pinkoi （页面存档备份，存于）
- 我要開 Pinkoi 設計館 （页面存档备份，存于）